# Neslandsvatn
Neslandsvatn este o localitate din comuna Drangedal, provincia Telemark, Norvegia, cu o suprafață de 0,33 km² și o populație de 294 locuitori (2013).